# Batticaloa
Batticaloa (Tamilisch: மட்டக்களப்பு, Singhalesisch: මඩකලපුව) ist die Hauptstadt des gleichnamigen Distrikts im Osten von Sri Lanka und liegt am Golf von Bengalen. Der Name bedeutet auf Singhalesisch „schlammige Lagune“.

## Geschichte
Die frühsten historischen Kunsterzeugnisse sind ein Dagaba und Chatra vom Ruhuna-Königreich des Königs Kavantissa (1. Jahrhundert v. Chr.), die in der holländischen Festung (gebaut im siebzehnten Jahrhundert) gefunden wurden. In diesem Gebiet sind viele archäologische Stätten gefunden worden, die auf vorchristliche Zeiten zurückgehen. Lankavihara, Roththa (Roththai) Tempel, Kinnaragala, Rahathgala (Shanthamalai), Veheragalkanda (Pulukunai), Eluvamulla (Pullumuilai) und Taaththon Kovil, sind einige dieser Stätten, die durch archäologische Forschungen nachgewiesen wurden.
Die Festung Batticaloa wurde 1628 von Portugiesen gebaut und war die erste, die von den Holländern (am 18. Mai 1638) eingenommen wurde. Sie gehört zu den malerischsten der kleinen holländischen Festungen Sri Lankas, liegt auf einer Insel und befindet sich noch in gutem Zustand. Nahe Batticaloa hatten die Portugiesen eine winzige Festung am Tanavare (Sie ist auf einer Landkarte verzeichnet, es finden sich jedoch keine Überbleibsel davon.) Das buddhistische Dagaba aus dem ersten Jahrhundert n. Chr. befindet sich innerhalb der holländischen Festung.
Batticaloa wurde später von Briten weiterentwickelt; es erbrachte Dienstleistungen in der Zeit der britischen Herrschaft in Sri Lanka. Im 20. Jahrhundert wurde es wichtiges Verwaltungszentrum und Hauptstadt der östlichen Provinz von Sri Lanka. Seit 2012 ist Batticaloa Sitz des aus dem Bistum Trincomalee-Batticaloa hervorgegangenen Bistum Batticaloa.

## Klima
|                       | Jan   | Feb   | Mär  | Apr  | Mai  | Jun  | Jul  | Aug  | Sep  | Okt   | Nov   | Dez   |   |         |
| Mittl. Tagesmax. (°C) | 27,8  | 28,6  | 30,0 | 31,6 | 33,0 | 34,0 | 33,4 | 33,1 | 32,2 | 30,9  | 29,3  | 28,1  | ⌀ | 31      |
| Mittl. Tagesmin. (°C) | 23,2  | 23,6  | 24,3 | 25,3 | 25,7 | 25,6 | 25,3 | 25,1 | 24,8 | 24,3  | 23,8  | 23,5  | ⌀ | 24,5    |
|                       |       |       |      |      |      |      |      |      |      |       |       |       |   |         |
| Niederschlag (mm)     | 210,3 | 128,4 | 89,0 | 55,0 | 39,3 | 23,9 | 41,4 | 48,5 | 67,0 | 180,0 | 349,6 | 418,5 | Σ | 1.650,9 |
|                       |       |       |      |      |      |      |      |      |      |       |       |       |   |         |
| Regentage (d)         | 11    | 7     | 6    | 5    | 3    | 2    | 3    | 4    | 5    | 11    | 16    | 17    | Σ | 90      |

| 23,2 |

| 23,6 |

| 24,3 |

| 25,3 |

| 25,7 |

| 25,6 |

| 25,3 |

| 25,1 |

| 24,8 |

| 24,3 |

| 23,8 |

| 23,5 |

| 23,2 |

| 23,6 |

| 24,3 |

| 25,3 |

| 25,7 |

| 25,6 |

| 25,3 |

| 25,1 |

| 24,8 |

| 24,3 |

| 23,8 |

| 23,5 |

## Wirtschaft
Die an der Ostküste von Sri Lanka gelegene Stadt hat viele Strände und viele kleine Häfen. Sie auch bekannt für eine einzigartige Fischart, die als „Singende Fische“ bezeichnet werden, da sie in der Lage sind, eine Melodie zu erzeugen. Batticaloa hat eine breit angelegte Agrar-, Fischerei- und Milch-Wirtschaft sowie diverse Kunsthandwerk-Branchen.
Der Flughafen Batticaloa liegt etwa 1,7 Kilometer südwestlich der Stadt auf der Insel Thimilathiu. Er wurde bereits 1958 eröffnet, jedoch gab es zwischen 1979 und 2018 keine zivilen Flugverbindungen. Nach einer grundlegenden Renovierung ist der Flughafen seit dem 25. März 2018 wieder in Betrieb. Die sri-lankische Regierung strebt an, ihn zum Flughafen für den internationalen Flugverkehr auszubauen. Bisher (2020) gibt es keine internationalen Flugverbindungen.